# 奥通富沃·纳纳·奥塞·图图二世
奥通富沃·纳纳·奥塞·图图二世（Otumfuo Nana Osei Tutu II；1950年5月6日—），原名纳纳·巴里马·夸库·杜阿（Nana Barima Kwaku Duah），是第十六代阿散蒂土王，在1999年4月繼位，擁有英國榮譽博士，被稱為「現代所羅門王」。奥塞·图图二世之名，源自於阿散蒂王國的創立者奧塞·圖圖一世。

## 外部連結
- King Asantehene Osei Tutu II | The Kingdom of Ashanti Monarchy | Official website（页面存档备份，存于）